# Nachteilsausgleich (Betriebsverfassungsgesetz)
Der Nachteilsausgleich ist eine im deutschen Betriebsverfassungsgesetz (BetrVG) geregelte Abfindung (§ 113 BetrVG). Dieser gesetzliche Anspruch soll Arbeitnehmer entschädigen und finanzielle Nachteile ausgleichen, die sie aufgrund einer Betriebsänderung erleiden. Kleinbetriebe bis zu 20 Beschäftigten sind von der Regelung ausgenommen, weil bei ihnen Betriebsänderungen gemäß § 111 BetrVG nicht mitbestimmungspflichtig sind.
Die Zahlung eines Nachteilsausgleichs erfüllt weitgehend denselben Zweck wie eine Sozialplanabfindung.

## Voraussetzungen
Voraussetzung ist ein betriebsverfassungsgwidriges Verhalten des Arbeitgebers. Er muss von einem Interessenausgleich über die geplante Betriebsänderung ohne zwingenden Grund abweichen. Arbeitnehmer, die infolge dieser Abweichung entlassen werden, können beim Arbeitsgericht Klage erheben mit dem Antrag, den Arbeitgeber zur Zahlung eines Nachteilsausgleichs zu verurteilen. Das gilt auch, wenn der Unternehmer eine geplante Betriebsänderung nach § 111 BetrVG durchführt, ohne über sie einen Interessenausgleich mit dem Betriebsrat versucht zu haben, und infolge der Maßnahme Arbeitnehmer entlassen werden oder andere wirtschaftliche Nachteile erleiden (§ 113 Abs. 3 BetrVG). In Tendenzbetrieben setzt ein Anspruch auf Nachteilsausgleich nach § 113 Abs. 3 BetrVG voraus, dass der Unternehmer seine Informationspflichten nach § 111 Satz 1 BetrVG im Hinblick auf das Zustandekommen eines Sozialplans verletzt hat.
Die Voraussetzungen eines Abfindungsanspruchs sind zusammenfassend:
1. Vorliegen einer Betriebsänderung im Sinn des § 111 BetrVG
2. kein Versuch eines Interessenausgleichs oder Abweichen von einem vereinbarten Interessenausgleich
3. Entlassung oder andere wirtschaftliche Nachteile als Folge der Betriebsänderung (Kausalität)

## Höhe
Die Höhe der Abfindung richtet sich nach § 10 KSchG. Der Höchstbetrag der Abfindung beträgt zwölf Brutto-Monatsverdienste bzw. gestaffelt nach Alter und Betriebszugehörigkeit bis zu 18 Brutto-Monatsverdienste.

## Anspruchsinhaber
Der Abfindungsanspruch kann nur von dem betroffenen Arbeitnehmer geltend gemacht und eingeklagt werden. Der Betriebsrat ist darauf beschränkt, in einem solchen Fall die Verletzung seiner Mitbestimmungsrechte in einem Beschlussverfahren gemäß § 23 Abs. 3 BetrVG geltend zu machen.